# Intermarché
El grupo Intermarché, que trabaja también con la denominación Intermarché Les Mousquetaires es un grupo empresarial francés de distribución comercial. En 2018, Intermarché tuvo una cuota de mercado del 15 % en Francia.
En 2024, Intermarché tenía 2.496 tiendas en 4 países.
En 2024, Partenaire Intermarché tenía 60 tiendas en Francia de ultramar y en 7 países.

## Historia

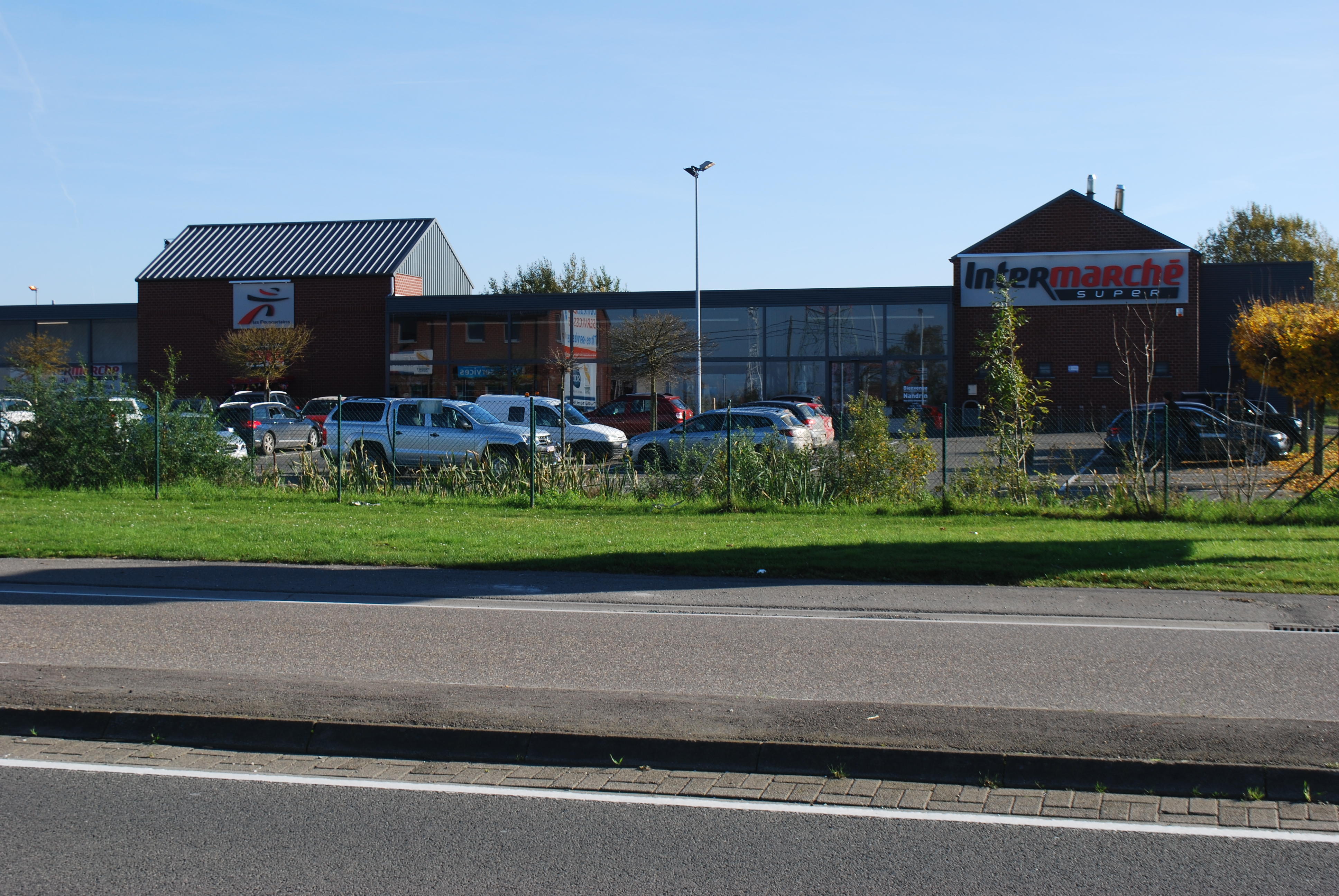
Intermarché Super en Nandrin, Bélgica.

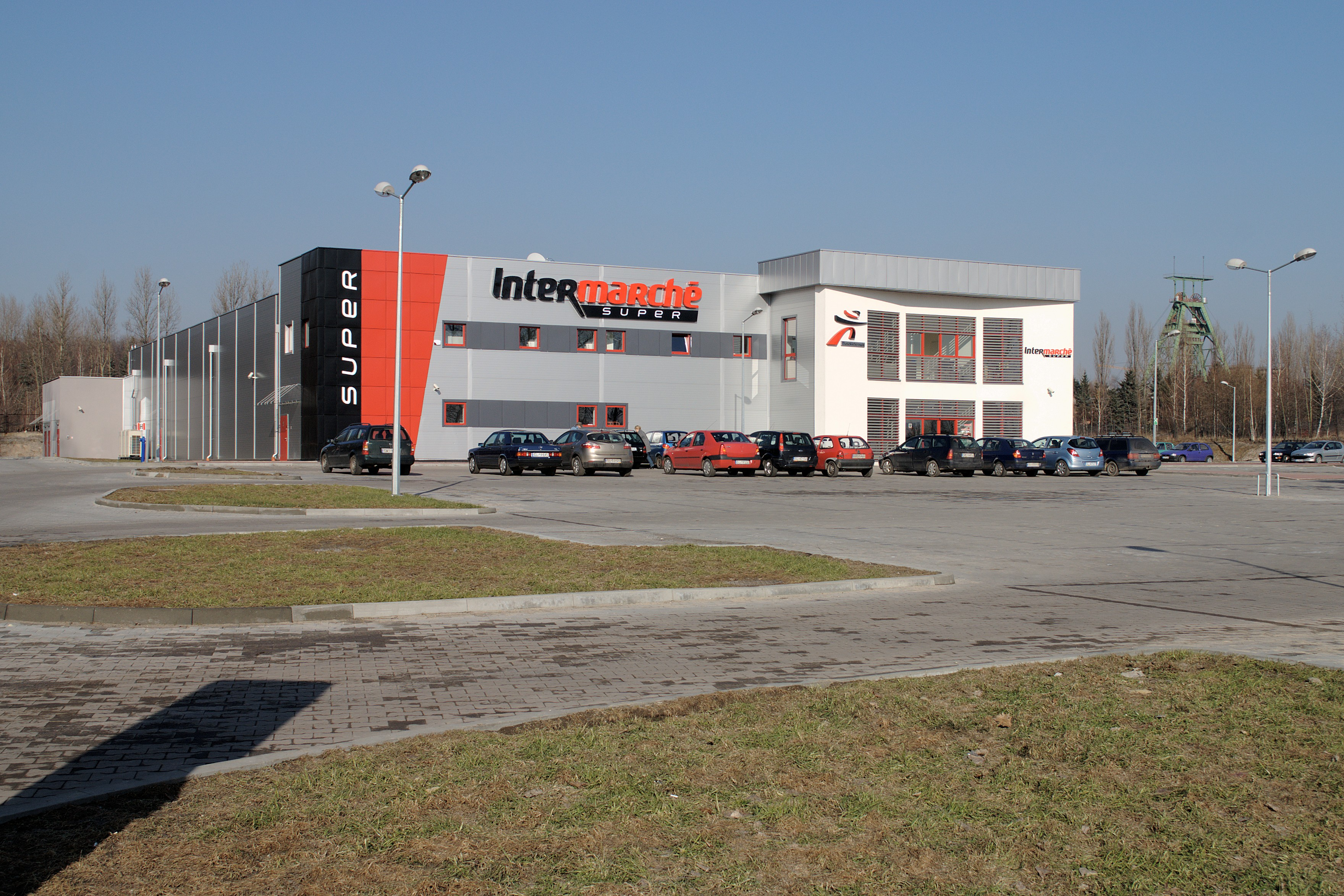
Intermarché en Ruda Slaska, Polonia.

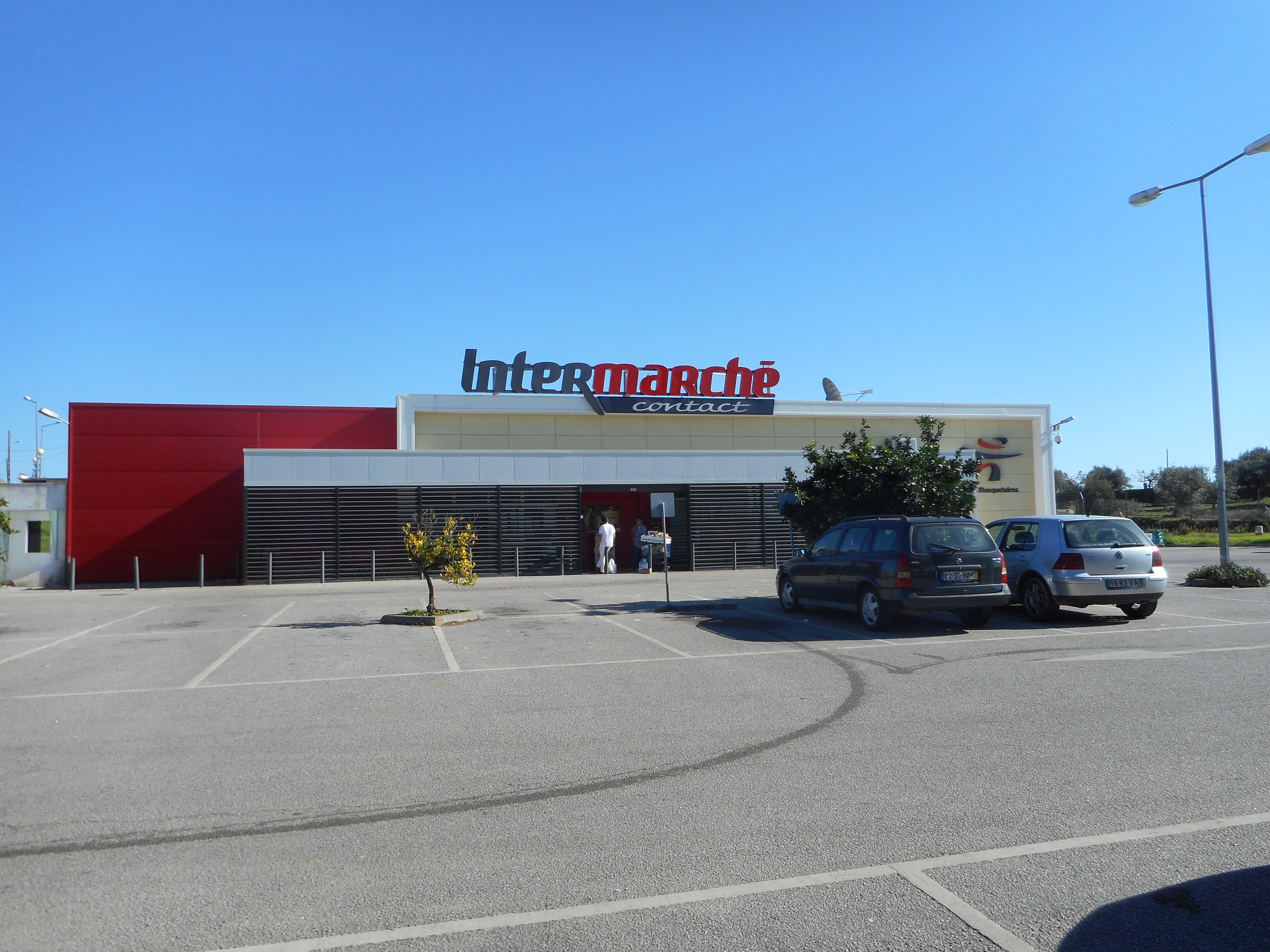
Intermarché en Portel, Portugal.

Fundado en 1969 por 75 personas que se separaron del grupo E.Leclerc por desavenencias con su gestión, encabezados por Jean-Pierre Le Roch, el grupo “Los Mosqueteros” ha crecido de manera constante. A partir de 1986, Los Mosqueteros crean diversas enseñas con las que han conseguido un notable éxito.[cita requerida] En 2002 crea junto al Grupo Eroski una central internacional de compras denominada Alidis, a la que en 2005 se unió el grupo alemán Edeka.
Su modelo de negocio se basaba en una red de más de 2600 empresarios independientes y empleaba a más de 112 000 colaboradores.
De 1992 hasta 2005 tuvo tiendas en la provincia de Gerona, concretamente en Palafrugell, Palamós, Castillo de aro, San Felíu de Guixols, Rosas y Figueras que fueron compradas a finales de 2004 por el grupo Bonpreu. También tenía una tienda en Gandía (València).

## Ubicaciones
En 2024, Intermarché tenía 2.496 tiendas en 4 países.

### Partenaire Intermarché

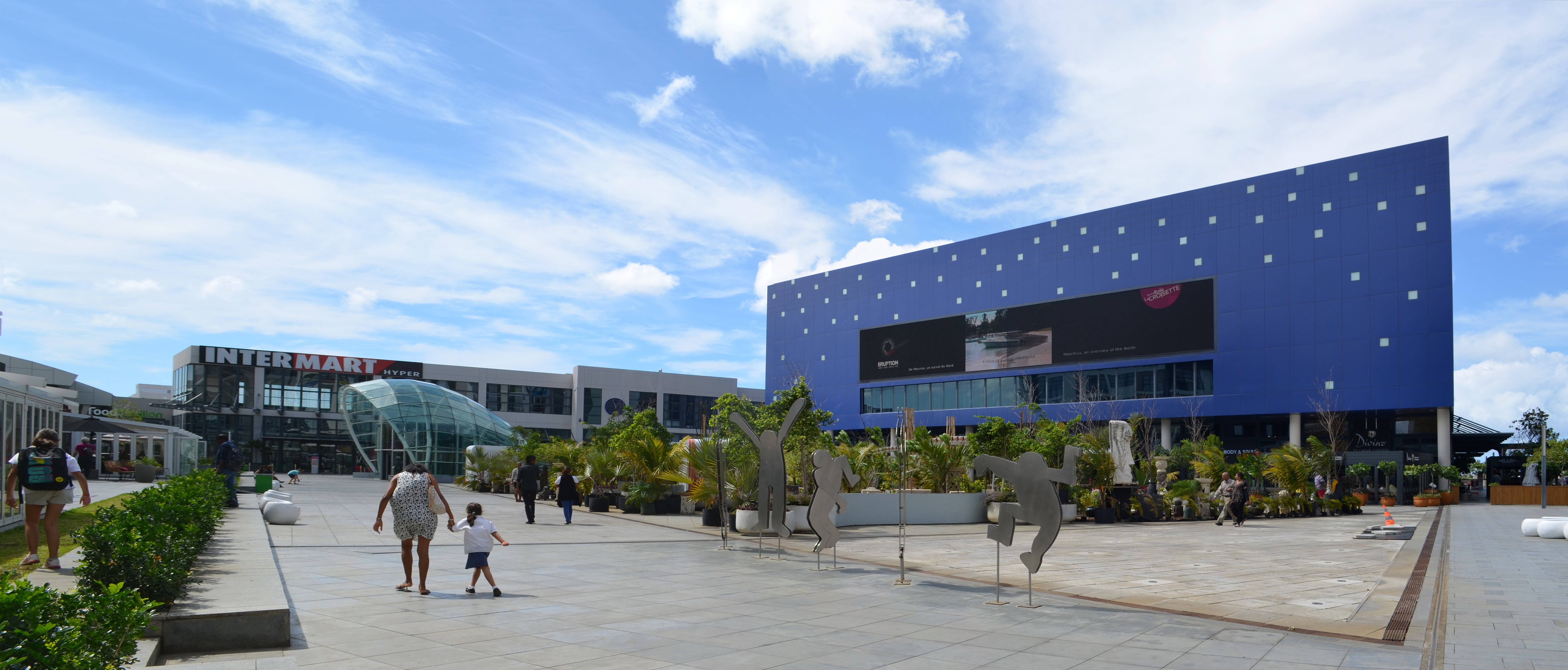
Intermart, Partenaire Intermarché en Grand Baie, Mauricio.

En 2024, Partenaire Intermarché tenía 60 tiendas en Francia de ultramar y en 7 países.

#### Francia de ultramar
- Mayotte
- Isla de la Reunión
- Guadalupe
- Martinica
- Guyana
- Nueva Caledonia
- Tahití
- Wallis y Futuna

#### África
- Camerún
- Congo-Brazzaville
- Gabón
- Mauricio
- Madagascar

#### Asia
- Líbano

#### Europa
- Georgia
- Portugal